# Мілки
Мілкі (пол. Miłki, нім. Milken) — село в Польщі, у гміні Мілки Гіжицького повіту Вармінсько-Мазурського воєводства.
Населення — 655 осіб (2011).

## Демографія
Демографічна структура станом на 31 березня 2011 року:
|          | Загалом | Допрацездатний вік | Працездатний вік | Постпрацездатний вік |
| -------- | ------- | ------------------ | ---------------- | -------------------- |
| Чоловіки | 327     | 68                 | 234              | 25                   |
| Жінки    | 328     | 63                 | 199              | 66                   |
| Разом    | 655     | 131                | 433              | 91                   |